# Metepeira compsa
Metepeira compsa là một loài nhện trong họ Araneidae.
Loài này thuộc chi Metepeira. Metepeira compsa được Ralph Vary Chamberlin miêu tả năm 1916.